# Waldenburg (Bádensko-Württembersko)
Waldenburg je město v jižním Německu, v okrese Hohenlohe v regionu Heilbronn-Franconia a východně od městaHeilbronn ve spolkové zemi Bádensko-Württembersko.

## Dějiny města
První zmínka o Waldenburgu se datuje k roku 1253. Do roku 1330 byl Waldenburg svobodné město. Hodně zdecimované bylo během třicetileté války. V roce 1806 byl Waldenburg připojen ke království Württemberskému. Během druhé světové války v dubnu 1945 byl Waldenburg skoro kompletně zničený americkým dělostřelectvem.
V roce 1949 se město stalo součástí Spolkové republiky Německo , resp. jeho spolkové země Bádensko-Württembersko je součástí od roku 1952.

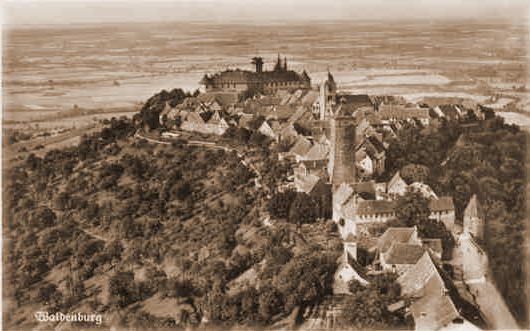
Waldenburg v roce 1930
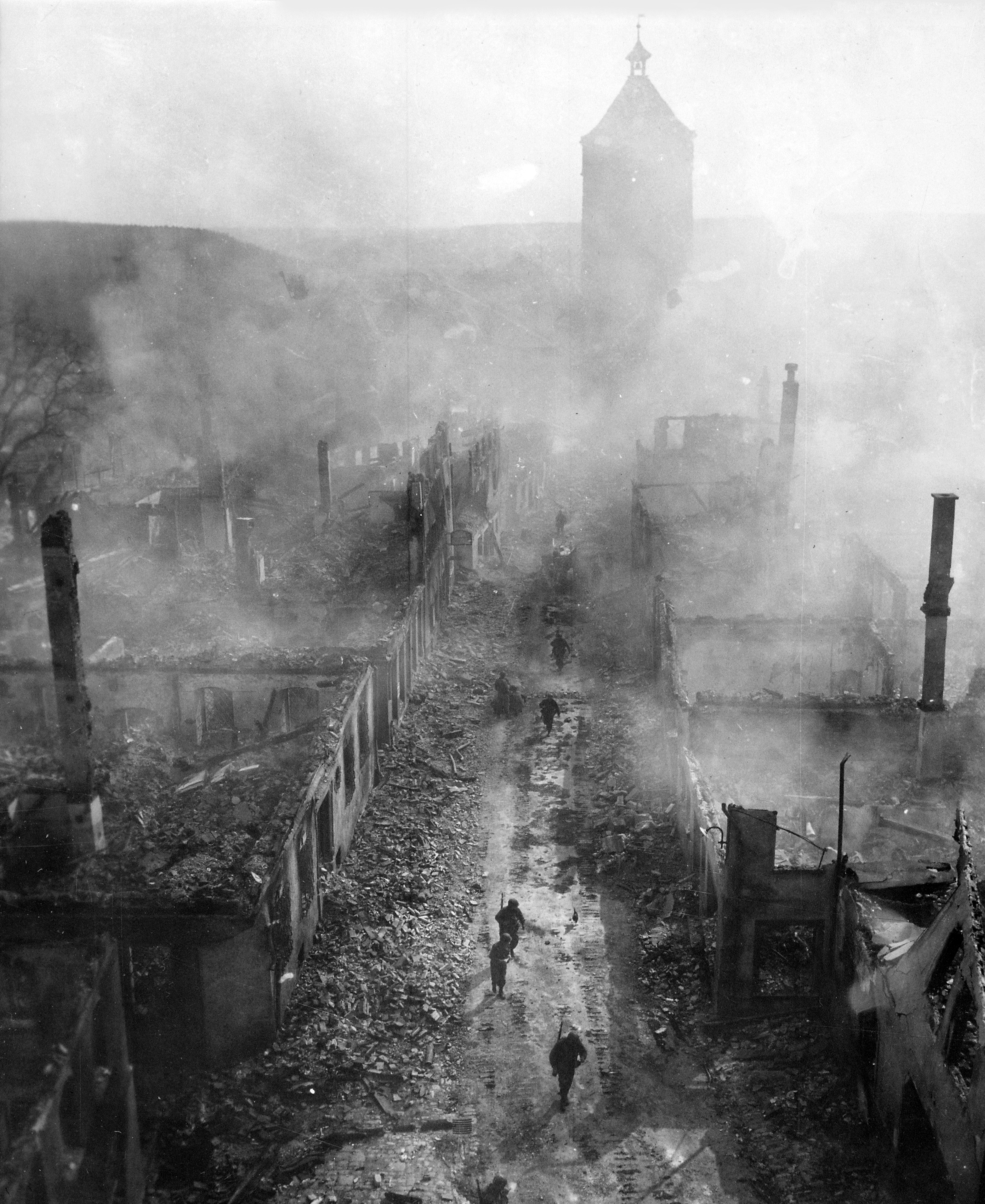
Američtí vojáci v Waldenburgu, 16. květen 1945
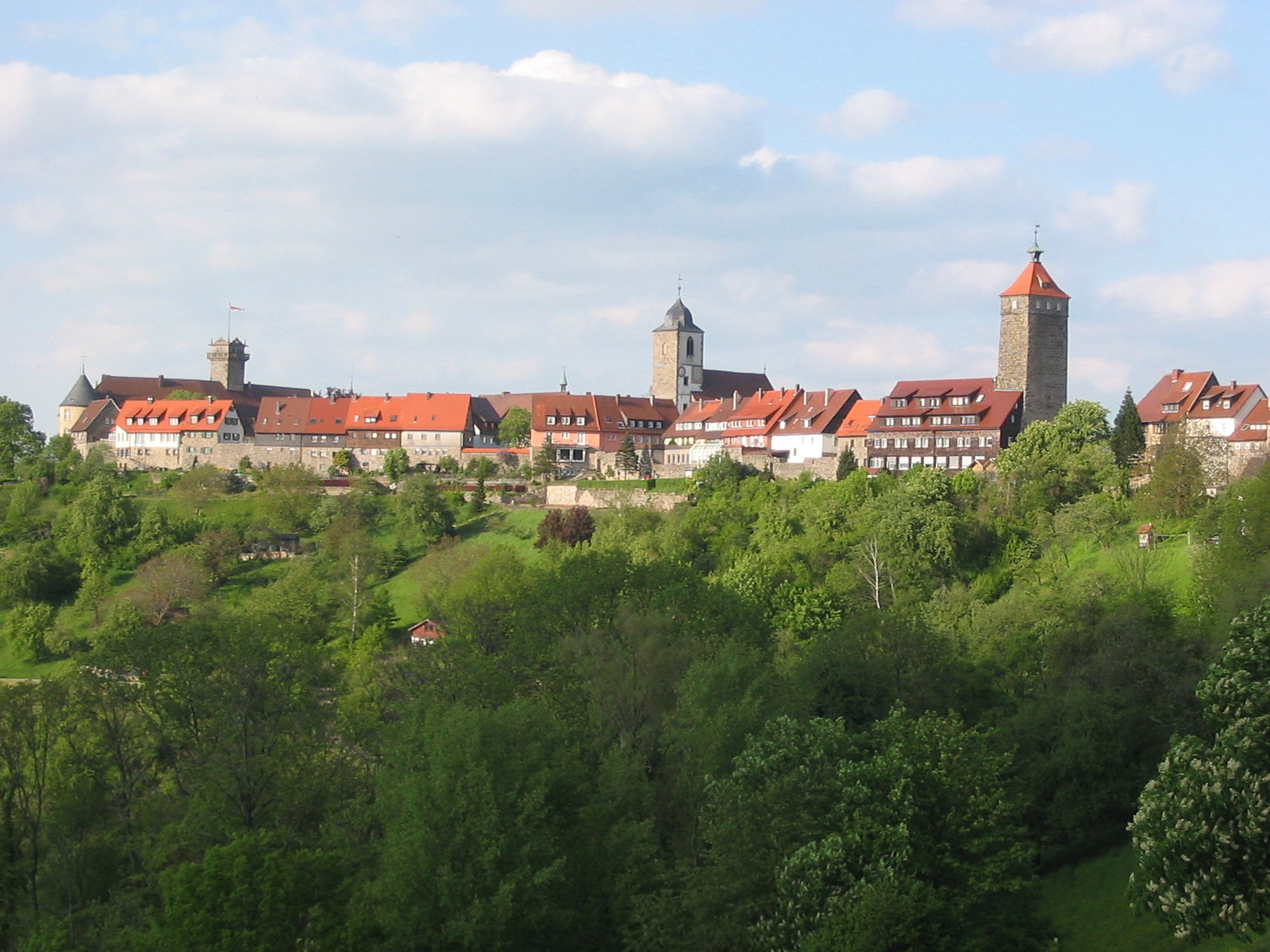
Waldenburg v roce 2005